# Будинок готелю «Сільва» (Хмельницький)
Будинок готелю «Сільва» (місто Хмельницький, вул. Проскурівська, 2) — об'єкт громадської міської забудови кінця XIX століття. Пам'ятка архітектури місцевого значення.

## Історія
Побудований наприкінці XIX ст., другий поверх та мансарду займав готель «Сільва», на першому були крамниці («Булочна», магазин-салон «Меблі» тощо) щіточна майстерня Хаї Вайншток (вхід під еркером наріжжя) та фотографічний салон Давида Голованевського, один з найстаріших у місті (відкрито у 1894 р.), який згодом перейшов до його сина Герша.. Будинок відіграє помітну роль у формуванні початку центральної вулиці. Завдяки цьому та іншим будинкам, зведеним на рубежі XIX—XX ст. в період найбільш інтенсивного розвитку проскурівської економіки, нинішня Проскурівська (а тоді Олександрівська) перебрала на себе функцію головної вулиці міста, яка найбільш активно забудовується приватними та прибутковими будинками, об'єктами громадської забудови

## Архітектура

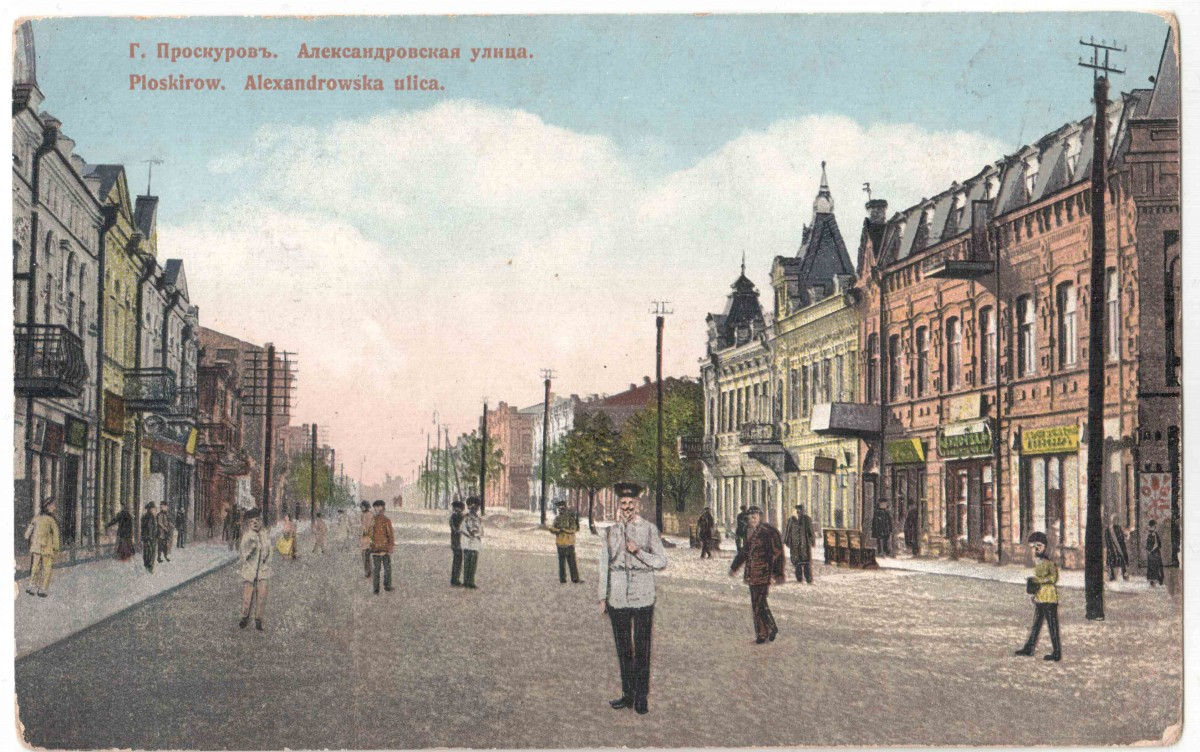
Поштова листівка поч. XX ст. з панорамою вул. Олександрівської (нині вул. Проскурівська). Перший будинок справа — готель «Сільва»

Триповерховий, цегляний, пофарбований, у плані Г-подібний, зі зрізаним наріжжям та двома головними фасадами. Архітектура будинку в формах історизму поєднує візерунчастість цегляного стилю з елементами неоренесансу й модерну. Первісно третій поверх мав вигляд мансарди (перебудована на поч. 1970-х рр., втрачено автентичний вигляд). В об'ємній композиції будинку домінує зрізане наріжжя з ризалітом, який на рівні другого і третього поверху має прямокутний еркер, що підтримують ступінчасті консолі. Первісно еркер наріжжя увінчувано високе чотиригранне загострене шатро, яке втрачено внаслідок перебудови верхнього поверху. Перший поверх рустований, міжвіконня та фриз другого поверху рясно оздоблені деталями, виконаними за допомогою цегляного мурування, декор яких підкреслено пофарбуванням (первісний вигляд — відкрита цегла, у 1950-70-ті рр. фасад побілений вапном). Вище другого поверху збереглася лінія старого карнизу, над яким була мансарда.

## Будинок-близнюк
Будинок готелю «Сільва» є «дзеркальним близнюком» іншої споруди на цій же вулиці: будинку Південно-Російського банку (вул. Проскурівська, 47), в якій знаходиться Хмельницький обласний художній музей. Повторюються Г-подібне планування, розміри і форма вікон, декор та чимало інших деталей. Єдиною відмінністю була наявність у готелю «Сільва» мансарди, якої не мав Південно-Російський банк. Коли у 1970-х роках замість мансарди надбудували третій поверх без жодного художнього оздоблення, повна схожість між будинками перестала бути помітною.